# Victor Davis Hanson
Victor Davis Hanson, född 5 september 1953 i Fowler i Kalifornien, är en amerikansk antikvetare, militärhistoriker och professor emeritus vid California State University i Fresno.
Hanson är mest känd som expert på antik krigföring och för sina kommentarer kring det moderna kriget. Numera är han en Senior Fellow vid Hoover Institution, föreläsare vid Hillsdale College samt gästprofessor vid Pepperdine University. 2007 erhöll han National Humanities Medal från USA:s president George W. Bush.
Han driver också en egen vingård och har skrivit om sociala trender rörande agrarianism och Kaliforniens politiska utveckling. Hanson är även en konservativ kolumnist i National Review Online samt debattör som uttalat sig förstående positiv till Donald Trumps politiska framgångar. Hanson har ofta medverkat som gäst i Laura Ingrahams program på Fox News.

## Carnage & Culture
Hansons är kanske mest berömd för boken Carnage and Culture där han argumenterar för att den västerländska civilisationens militära dominans, som tog sin början med de antika grekerna, är resultatet av grundläggande och inneboende egenskaper i den västerländska kulturen. Hanson tar avstånd från förklaringar utifrån ras och kritiserar förklaringar som bygger på miljö, vilka har lagts fram av författare som Jared Diamond i Vete, vapen och virus.
Enligt Hanson är det västerländska värden som politisk frihet, kapitalism, individualism, demokrati, rationalism och en fri debatt som skapar en speciellt dödlig kombination när de appliceras på krigföring. Länder från andra civilisationer kan vinna enstaka segrar i ett krig mot ett västerländskt samhälle, men i det längre perspektivet kommer det Hanson kallar "Western way of war" att segra. Hanson understryker att västerländsk krigföring inte nödvändigtvis är mer (eller mindre) moraliskt än den krigföring som andra kulturer praktiserar; hans argument är endast att den västerländska krigföringens förödande kraft och förmåga att få till avgöranden är oöverträffad.
Hanson undersöker nio historiska slag i Carnage and Culture, där vart och ett får illustrera en aspekt av den västerländska kulturen som Hanson anser bidrar till dominansen för den västerländska krigföringen. De slag eller fälttåg som tas upp är: slaget vid Salamis (480 f.Kr.; fria medborgare), slaget vid Gaugamela (331 f.Kr.; det avgörande slaget), slaget vid Cannae (216 f.Kr.; medborgerlig militarism), slaget vid Tours/Poitiers (732; infanteri), slaget vid Tenochtitlan (1521; teknologi och rationalism), slaget vid Lepanto (1571; kapitalism), slaget vid Rorke's Drift (1879; disciplin), slaget vid Midway (1942; individualism) och Tet-offensiven (1968; oenighet).
Carnage and Culture skrevs före terroristattackerna 11 september 2001, men dess budskap att västerlandet och "Western way of war" i slutändan alltid segrar gjorde boken till en best-seller efter attackerna. Hanson gav då ut boken på nytt med ett nytt efterord där han explicit skrev att USA kommer att vinna kriget mot terrorismen just på grund av de anledningar som boken tog upp.